# در ضرب
سربزنگاه یا در ضرب (انگلیسی: On the Beat) یک فیلم به کارگردانی رابرت اشر است که در سال ۱۹۶۲ منتشر شد. از بازیگران آن می‌توان به نورمن ویزدوم، آلفرد برک، دیوید لاج و جک واتسون اشاره کرد.